# Matthew F. Leonetti
Matthew Frank Leonetti — né le 31 juillet 1941 à Los Angeles (Californie) — est un directeur de la photographie américain (membre de l'ASC), généralement crédité Matthew F. Leonetti (ou Matthew Leonetti).

## Biographie
Premier assistant opérateur sur Adam at Six A.M. de Robert Scheerer (1970), puis cadreur notamment sur L'Organisation de Don Medford (1971), Matthew F. Leonetti débute comme chef opérateur au cinéma sur The Bat People de Jerry Jameson (1974, avec Marianne McAndrew et Michael Pataki), dont il est en outre producteur exécutif, unique expérience à ce titre.
Parmi ses films suivants, citons La Bande des quatre de Peter Yates (1979, avec Dennis Christopher et Dennis Quaid), Poltergeist de Tobe Hooper (1982, avec Heather O'Rourke, Craig T. Nelson et JoBeth Williams), Double Détente de Walter Hill (1988, avec Arnold Schwarzenegger et James Belushi), Dead Again de Kenneth Branagh (1991, avec le réalisateur, Andy Garcia et Emma Thompson), Star Trek : Premier Contact de Jonathan Frakes (1996, avec Patrick Stewart et le réalisateur), Le Masque de l'araignée de Lee Tamahori (2001, avec Morgan Freeman et Monica Potter), ou encore L'Effet papillon d'Eric Bress et J. Mackye Gruber (2004, avec Ashton Kutcher et Amy Smart).
Frère aîné du directeur de la photographie et réalisateur John R. Leonetti (né en 1956), il dirige les prises de vues de sa première réalisation, Mortal Kombat : Destruction finale (1997, avec Robin Shou et James Remar).
Le dernier de ses cinquante-deux films américains (parfois en coproduction) comme chef opérateur — à ce jour — est Dumb and Dumber De des frères Peter et Bobby Farrelly (avec Jim Carrey et Jeff Daniels), sorti aux États-Unis le 14 novembre 2014.
Pour la télévision, entre 1974 et 1988 à ce jour, il est directeur de la photographie sur trois séries et trente-et-un téléfilms, dont L'Appel de la forêt de Jerry Jameson (1976, avec John Beck).
Membre de l'American Society of Cinematographers (ASC), Matthew F. Leonetti est honoré d'un « Presidents Award » aux ASC Awards 2014.

## Filmographie partielle

### Directeur de la photographie
Cinéma
- 1974 : The Bat People de Jerry Jameson (+ producteur exécutif)
- 1979 : La Bande des quatre (Breaking Away) de Peter Yates
- 1980 : La Guerre des abîmes (Raise the « Titanic » !) de Jerry Jameson
- 1981 : L'Œil du témoin (Eyewitness) de Peter Yates
- 1982 : Ça chauffe au lycée Ridgemont (Fast Times at Ridgemont High) d'Amy Heckerling
- 1982 : Poltergeist de Tobe Hooper
- 1984 : Les Guerriers des étoiles (The Ice Pirates) de Stewart Raffill
- 1984 : Songwriter d'Alan Rudolph
- 1985 : À double tranchant (Jagged Edge) de Richard Marquand
- 1985 : Commando de Mark L. Lester
- 1985 : Une créature de rêve (Weird Science) de John Hughes
- 1986 : Jumpin' Jack Flash de Penny Marshall
- 1987 : Extrême Préjudice (Extreme Prejudice) de Walter Hill
- 1987 : Dragnet de Tom Mankiewicz
- 1988 : Double Détente (Red Heat) de Walter Hill
- 1988 : Action Jackson de Craig R. Baxley
- 1989 : Johnny Belle Gueule (Johnny Handsome) de Walter Hill
- 1990 : Échec et Mort (Hard to Kill) de Bruce Malmuth
- 1990 : 48 Heures de plus (Another 48 Hrs.) de Walter Hill
- 1991 : Dead Again de Kenneth Branagh
- 1992 : En toute bonne foi (Leap of Faith) de Richard Pearce
- 1994 : Une équipe aux anges (Angels in the Outfield) de William Dear
- 1995 : Strange Days de Kathryn Bigelow
- 1996 : Star Trek : Premier Contact (Star Trek : First Contact) de Jonathan Frakes
- 1996 : Liens d'acier (Field) de Kevin Hooks
- 1997 : Mortal Kombat : Destruction finale (Mortal Kombat : Annihilation) de John R. Leonetti
- 1998 : Star Trek : Insurrection (titre original) de Jonathan Frakes
- 1998 : La Mutante 2 (Species II) de Peter Medak
- 2001 : Le Masque de l'araignée (Along Came a Spider) de Lee Tamahori
- 2001 : Rush Hour 2 de Brett Ratner
- 2003 : 2 Fast 2 Furious de John Singleton
- 2004 : L'Armée des morts (Dawn of the Dead) de Zack Snyder
- 2004 : L'Effet papillon (The Butterfly Effect) d'Eric Bress et J. Mackye Gruber
- 2005 : Terrain d'entente (Fever Pitch) de Peter et Bobby Farrelly
- 2005 : Very Bad Santa de David Steiman
- 2006 : Admis à tout prix (Accepted) de Steve Pink
- 2007 : Les Femmes de ses rêves (The Heartbreak Kid) de Peter et Bobby Farrelly
- 2008 : Jackpot ou Ce qui se passe à Vegas (What Happens in Vegas) de Tom Vaughan
- 2011 : Bon à tirer (BAT) (Hall Pass) de Peter et Bobby Farrelly
- 2012 : Les Trois Corniauds (The Three Stooges) de Peter et Bobby Farrelly
- 2013 : My Movie Project, film à sketches, segments The Pitch et Truth or Dare de Peter Farrelly
- 2014 : Dumb and Dumber De (Dumb and Dumber To) de Peter et Bobby Farrelly

Télévision
(téléfilms)
- 1974 : Panique dans l'ascenseur (The Elevator') de Jerry Jameson
- 1975 : La Recherche des dieux (Search for the Gods) de Jud Taylor
- 1975 : The Lives of Jenny Dolan de Jerry Jameson
- 1976 : L'Appel de la forêt (The Call of the Wild) de Jerry Jameson
- 1977 : The Spell de Lee Philips
- 1977 : Flight to Holocaust de Bernard L. Kowalski
- 1978 : Ruby et Oswald (Ruby and Oswald) de Mel Stuart
- 1978 : Du feu dans le ciel (A Fire in the Sky) de Jerry Jameson
- 1978 : The Comedy Company de Lee Philips
- 1979 : The Triangle Factory Fire Scandal de Mel Stuart
- 1979 : Son-Rise : A Miracle of Love de Glenn Jordan
- 1980 : Turnover Smith de Bernard L. Kowalski
- 1981 : Crazy Times de Lee Philips
- 1981 : Stand by Your Man de Jerry Jameson
- 1982 : Mae West de Lee Philips
- 1982 : Hotline de Jerry Jameson
- 1983 : Happy de Lee Philips
- 1986 : Under the Influence de Thomas Carter
- 1986 : American Geisha de Lee Philips
- 1988 : Secret Witness d'Eric Laneuville

### Autres fonctions
- 1970 : Adam at Six A.M. de Robert Scheerer (premier assistant opérateur)
- 1971 : L'Organisation (The Organization) de Don Medford (cadreur)
- 1988 : Elvira, maîtresse des ténèbres (Elvira, Mistress of the Dark) de James Signorelli (prises de vues additionnelles)
- 1992 : Freejack de Geoff Murphy (prises de vues additionnelles)
- 1993 : Demolition Man de Marco Brambilla (prises de vues additionnelles)
- 1999 : Les Aiguilleurs (Pushing Tie) de Mike Newell (photographie de seconde équipe)
- 2007 : Halloween de Rob Zombie (prises de vues additionnelles)
- 2008 : Papa, la Fac et moi (College Road Trip) de Roger Kumble (prises de vues additionnelles)
- 2010 : Expendables : Unité spéciale (The Expendables) de Sylvester Stallone (photographie de seconde équipe)

## Distinction
- ASC Awards 2014 : Presidents Award (prix honorifique spécial).